# Vrms
vrms (zkratka z virtuální Richard Matthew Stallman) je počítačový program obsažený v linuxové distribuci Debian. Umí projít všechny nainstalované balíčky a ohlásit ty z nich, které nejsou svobodný software v duchu Debian Free Software Guidelines. Debian umožňuje takové balíčky pohodlně nainstalovat, jsou-li v rámci konfigurace aptu povoleny i repozitáře označené non-free.
Program napsali Bdale Garbee a Bill Geddes po diskusi s Richardem Stallmanem, ovšem přestože je zaštítěn jeho iniciálami, nepoužívá definici svobodného software v duchu jím založeného projektu GNU, ale definici dle Debianu. Je napsán v Perlu a zveřejněn pod licencí GNU GPL.